# Lampropholis coggeri
Espèce
Lampropholis coggeri est une espèce de sauriens de la famille des Scincidae.

## Répartition
Cette espèce est endémique du Queensland en Australie.

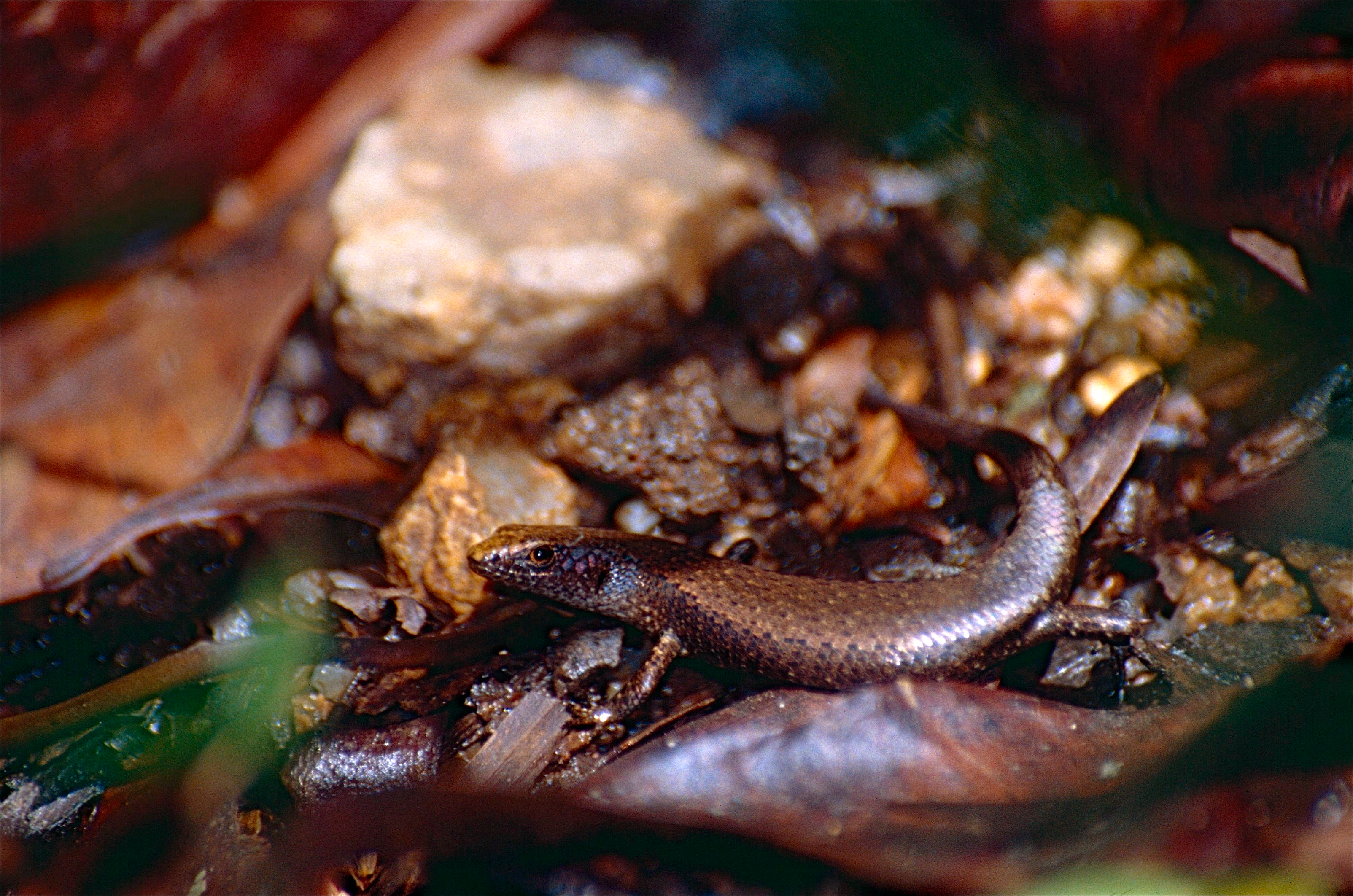

## Étymologie
Cette espèce est nommée en l'honneur d'Harold George Cogger.

## Publication originale
- Ingram, 1991 : Five new skinks from Queensland rainforests. Memoirs of the Queensland Museum, vol. 30, no 3, p. 443-453.